# Bollberg
Bollberg là một đô thị thuộc huyện Saale-Holzland, trong bang Thüringen, Đức. Đô thị Bollberg có diện tích 3,39 km².